# Súng tiểu liên M3
Súng tiểu liên M3 Grease Gun, tên khác M3, Tiểu liên Hoa Kỳ và Tiểu liên 45 cal là một loại súng tiểu liên khá thông dụng của quân đội Mỹ dùng trong suốt thế chiến thứ hai cũng như hơn nửa đầu thế kỷ 20, sau này nó cũng xuất hiện trên nhiều chiến trường khác như là chiến tranh Triều Tiên, chiến tranh Đông Dương, nội chiến Trung Quốc,... Nó là một trong những khẩu súng tiểu liên nổi tiếng nhất thế giới thời đại những năm 1940-1960 bởi vì nó có hình dáng nhỏ, gọn, nhẹ, dễ sử dụng khiến quân đội nào trên thế giới cũng yêu thích.
Vào năm 1942, khi quân đội Mỹ lẫn các nhà máy sản xuất vũ khí yêu cầu với chính phủ về việc thiết kế một loại súng tiểu liên mới để đồng hành cùng với khẩu tiểu liên Thompson vì khẩu Thompson vừa nặng, vừa dài, vừa khó sản xuất trong điều kiện sản xuất thời chiến.Sau đó, ông Geogre Hyde đã thiết kế thành công tiểu liên M3. Quân đội Mỹ rất thích khẩu súng này.Trong khi nhà thiết kế Hyde chưa nghĩ ra tên gì để đặt cho nó thì quân đội Mỹ đã đặt tên nó là "Grease Gun" (Súng xịt dầu). Nó được đặt tên như thế bởi vì hình dáng của nó giống dụng cụ tra dầu mỡ mà lính xe tăng Mỹ thường sử dụng. Trong khi Thế chiến thứ hai đang leo thang thì súng M3 cũng được nước Mỹ bán cho những nước đồng minh khác như là Canada, Anh Quốc, Pháp,... để họ có thêm vũ khí chiến đấu với phát xít Đức. Nó còn là nền tảng để người Pháp thiết kế nên khẩu tiểu liên MAT-49 danh tiếng của họ trong chiến tranh Lạnh.

## Các quốc gia sử dụng
- Argentina
- Áo
- Bolivia
- Brasil
- Burundi
- Trung Quốc
- Trung Hoa Dân Quốc (1912–1949) Sử dụng bởi Quốc dân Cách mệnh Quân, để thay thế các bản sao lỗi thời của súng tiểu liên MP 18 và MP 28 của Trung Quốc sử dụng trong Chiến tranh Trung - Nhật lần 2 và những năm đầu của Nội chiến Trung Quốc và các bản sao Kiểu 36 và Kiểu 37
- Chính phủ Quốc dân
- Đài Loan: Vẫn còn hoạt động vào những năm 1960.
- Cuba Dùng trong Cách mạng Cuba
- Ecuador
- Pháp (Được Lực lượng Pháp quốc Tự do dùng trong chiến tranh Thế Chiến II và dùng trong Chiến tranh Đông Dương)
- Hy Lạp
- Grenada
- Guatemala
- Haiti
- Malaysia
- Indonesia Tịch thu được từ Quân đội Đông Ấn Hoàng gia Hà Lan sau khi Indonesia được Độc Lập.
- Iran Được sử dụng bởi Lực lượng Vệ binh Hoàng gia Iran.
- Cộng hòa Xã hội Ý Được cung cấp với các phiên bản .45 ACP và 9 mm.
- Ý
- Đế quốc Nhật Bản
- Nhật Bản
- Hàn Quốc Quân đội Hàn Quốc đã nhận được 748 chiếc M3 Chiến tranh Triều Tiên.  M3 phục vụ trong Quân đội Hàn Quốc 4.565 (tháng 12 năm 1950), 7.350 (tháng 12 năm 1951), 23.311 (tháng 12 năm 1952) và 39.626 (27 tháng 7 năm 1953). Sau đó được Bộ Tư lệnh Chiến tranh Đặc biệt sử dụng cho đến khi được thay thế bằng K1A SMG.
- Cộng hòa Dân chủ Nhân dân Triều Tiên Được sử dụng bởi gián điệp thâm nhập vào Hàn Quốc
- Vương quốc Lào Được Chính phủ Hoa Kỳ tiếp nhận hổ trợ cho Vương quốc Lào trong Chiến tranh Việt Nam (1955–1975)
- Bắc Macedonia
- Maroc
- Na Uy
- Guatemala
- Paraguay
- Bolivia
- Thịnh vượng chung Philippines
- Philippines
- Liên Xô
- Thái Lan
- Vương quốc Liên hiệp Anh và Bắc Ireland
- Úc
- Thụy Sĩ
- Thụy Điển
- Israel
- Đan Mạch
- México
- Canada
- Hoa Kỳ
- Việt Nam Cộng hòa
- Cộng hòa Nhân dân Campuchia
- Campuchia
- Việt Nam Dân chủ Cộng hòa Tự chế tạo sản xuất và tịch thu từ Chiến tranh Đông Dương và Chiến tranh Việt Nam và giữ kỹ cho đến sau chiến tranh
- Lào
- Cộng hòa Miền Nam Việt Nam Tự chế tạo sản xuất và tịch thu từ Chiến tranh Đông Dương và Chiến tranh Việt Nam và giữ kỹ cho đến sau chiến tranh.
- Việt Nam